# Pumuckl und der blaue Klabauter
Pumuckl und der blaue Klabauter ist ein deutscher Kinofilm aus dem Jahre 1994. Er kam am 24. März 1994 in die deutschen Kinos. Inhaltlich knüpft er an die Serie Meister Eder und sein Pumuckl aus den 1980er Jahren an und bildet zugleich den Übergang zu den späteren neuen Pumuckl-Folgen, Pumuckls Abenteuer, aus dem Jahr 1999, die ihrerseits inhaltlich an den Kinofilm anknüpfen. Es war der letzte Film, bei dem Gustl Bayrhammer mitwirkte, weshalb der Film ihm gewidmet wurde. Die Gesamtleitung hatte Manfred Korytowski, Animations-Regie führte Janos Uzsak.

## Handlung
Eines Tages teilt der Pumuckl dem Schreinermeister Eder mit, dass er ihn verlassen möchte, um auf einem Donauschiff den blauen Klabauter kennenzulernen, der ihm per Möwe ausrichten ließ, dass er ihm das Zaubern beibringen möchte. Meister Eder hält das zunächst für eine Spinnerei von Pumuckl. Zufällig kommt auch noch Frau Riedinger, eine Kundin von Herrn Eder, in die Werkstatt und erzählt, dass sie eine Donau-Schifffahrt von Passau nach Wien machen wird. Am nächsten Morgen fährt Pumuckl heimlich in Frau Riedingers Auto mit nach Passau und geht mit ihr an Bord des Schiffs.
Da der blaue Klabauter noch nicht da ist, hat Pumuckl noch Zeit, einige seiner Späße zu treiben. So ärgert er vor allem den übellaunigen Querulanten Herrn Bradtke, den Frau Riedinger zusammen mit seiner erwachsenen Tochter Carolin auf dem Schiff kennengelernt hat. Dann trifft Pumuckl auf den blauen Klabauter, der auf dem Meer seekrank wird und deshalb auf einem Flussdampfer fährt. Dieser teilt ihm mit bösen Absichten mit, dass er ins Wasser springen müsse, wenn er Zaubern lernen wolle. Doch Pumuckl ist wasserscheu und kann außerdem überhaupt nicht schwimmen. Pumuckl wird versehentlich im Kühlschrank der Küche eingeschlossen und am nächsten Morgen von Schiffskoch Odessi, für den er dann auch sichtbar wird, befreit. Dieser möchte ihm helfen und gibt ihm kurzerhand Schwimmunterricht in einem seiner Kochtöpfe. Im Gegenzug möchte Pumuckl dafür sorgen, dass Odessi und Carolin sich näherkommen. Deswegen bringt er Steward Martin, der auch an Carolin Gefallen gefunden hat, in zahlreiche peinliche Situationen. Am Tag des Sprungs wäre Pumuckl dann wirklich fast ertrunken, wenn Schiffskoch Odessi ihn nicht gerettet hätte.
Währenddessen in München fühlt sich Meister Eder sehr einsam, seit der Pumuckl weg ist. Sandra und Thomas, die Enkelkinder von Eders Stammtischfreund Schmitt, möchten für Meister Eder den Pumuckl zurückholen. Deshalb nehmen sie Pumuckls Bett mit und reisen zu ihrer Tante nach Wien, um es dort auf dem Donauschiff aufzustellen und ihn zur Heimkehr zu bewegen. Von extremer Traurigkeit geplagt teilt Pumuckl Odessi mit, dass er ihn verlassen muss, um zum Meister Eder zurückzukehren.
Schließlich reist Pumuckl mit Sandra und Thomas im Zug zurück nach München. Auf dem Rückweg vom Wirtshaus trifft Meister Eder auf Pumuckl und beide sind überglücklich, dass sie einander wieder haben. Er gibt Meister Eder zu verstehen, dass er nie wieder weg möchte und dass es doch viel schöner bei ihm in der Werkstatt ist. Zitat von Pumuckl aus dem Film: „Ach was sollen alle Kähne, viel schöner sind die Sägespäne.“

## Hintergrund
Da Gustl Bayrhammer kurz nach den Dreharbeiten für den Film verstarb, musste dieser von Wolf Euba nachsynchronisiert werden.
Der Film beginnt mit einer Widmung an Gustl Bayrhammer. Pumuckl sitzt auf seinem Bettchen in Eders Werkstatt vor einem Bild von Bayrhammer als Meister Eder und spricht mit Tränen in den Augen die Worte: „Diesen Film widme ich Dir, lieber Meister Eder.“
Schon 1973 gab es – als letzte Folge der ursprünglichen Radioreihe – ein Hörspiel mit einem blauen Klabauter, jedoch mit einer anderen Handlung (Pumuckl geht aufs Meer zurück). Dort nimmt Meister Eder auf eine Bitte Pumuckls hin an einem Preisausschreiben teil, bei dem die beiden dann auch eine Reise auf eine Insel im Ionischen Meer gewinnen. Auf dem Schiff trifft Pumuckl einen (netten) blauen Klabauter. Dieser sagt ihm, dass alle Klabauter aufs Meer zurück müssten, weil dies das älteste Klabautergesetz sei, woraufhin Pumuckl Meister Eder schweren Herzens verlässt (was bei der Hörerschaft seinerzeit zu großen Protesten führte). In der 1985 auf Tonträger erschienenen Version dieses Hörspiels – diesmal mit Gustl Bayrhammer als Meister Eder und bereits unter dem Titel Pumuckl und der blaue Klabauter – darf Pumuckl dagegen bei Meister Eder bleiben, weil die Koboldsgesetze älter sind und höher stehen als die Klabautergesetze.
Nachdem die Schreinerwerkstatt aus der Serie, die sich im Hinterhof der Widenmayerstraße 2 befand, mittlerweile abgerissen wurde, wurde für den Filmdreh eine andere Werkstatt genommen.
Ulrich König, der Regisseur der Serie, sollte ursprünglich auch bei diesem Film Regie führen, lehnte dies jedoch ab, da ihm das Drehbuch nicht gefiel.